# ソールズベリー (ノースカロライナ州)
ソールズベリー（英: Salisbury、[ˈsɔːlzbəri] SAULZ-ber-ee）は、アメリカ合衆国ノースカロライナ州の都市。ローワン郡の郡庁所在地である。人口は3万5540人（2020年）。
ソールズベリー市内には、ノースカロライナ州で有名なソフトドリンクのチアワイン、地域スーパーマーケットのフード・ライオン、全米スポーツキャスターとスポーツ記者の協会がある。市が所有するブロードバンドシステム、フィブラントを通じて通信速度ギガビット級の能力があることでは、ノースカロライナ州で2つしかない都市の1つである。2015年9月3日にカトーバ・カレッジで開催された記者会見で、フィブラントは市全体で10ギガビットの能力があると発表された。この能力では世界でも唯一の市が所有するシステムだと考えられる 。

## 歴史的な場所
ソールズベリーは過去数十年間に歴史に関わる保存を強力に推進してきた。南北戦争のときは戦争捕虜のキャンプになったことで著名であり、また歴史地区が10か所、アメリカ合衆国国家歴史登録財に指定されている。市内には19世紀から20世紀初期のものとされる多くの歴史的な家屋や商業ビルがあり、その幾つかも個別に国家歴史登録財となっている。以下はそのリストである。
| - バーンハート邸 - ボイデン高校 - ブルックリン・サウススクエア歴史地区 - マクスウェル・チェンバース邸 - コミュニティ・ビルディング - イーストオーバー - エリス通りグレイデッド・スクール歴史地区 - フルトンハイツ歴史地区 - グリフィス・サワーズ邸 - グリムズ・ミル - グラブ・シグモン・ワイジガー邸 - ハンブリー・ウォレス邸 - アーチボルド・ヘンダーソン法律事務所 - J・C・プライス高校 - ケスラー・マニュファクチャリング会社・キャノン・ミルズ会社第7工場歴史地区 - リビングストン・カレッジ歴史地区 | - ナポレオン・ボナパルト・マッカンレス邸 - ウォルター・マッカンレス邸 - マクニーリー・ストラチャン邸 - モンロー通り学校 - マウントザイオン・バプテスト教会 - ノース・ロングストリート・パーク・アベニュー歴史地区 - ノース・メインストリート歴史地区 - ソールズベリー歴史地区 - ソールズベリー国立墓地 - ソールズベリー鉄道回廊歴史地区 - ソールズベリー・サザン鉄道旅客駅 - シェイバー賃貸住宅地区 - ジョン・スティール邸 - カルビン・H・ウィリー学校 |

### 歴史の鑑賞

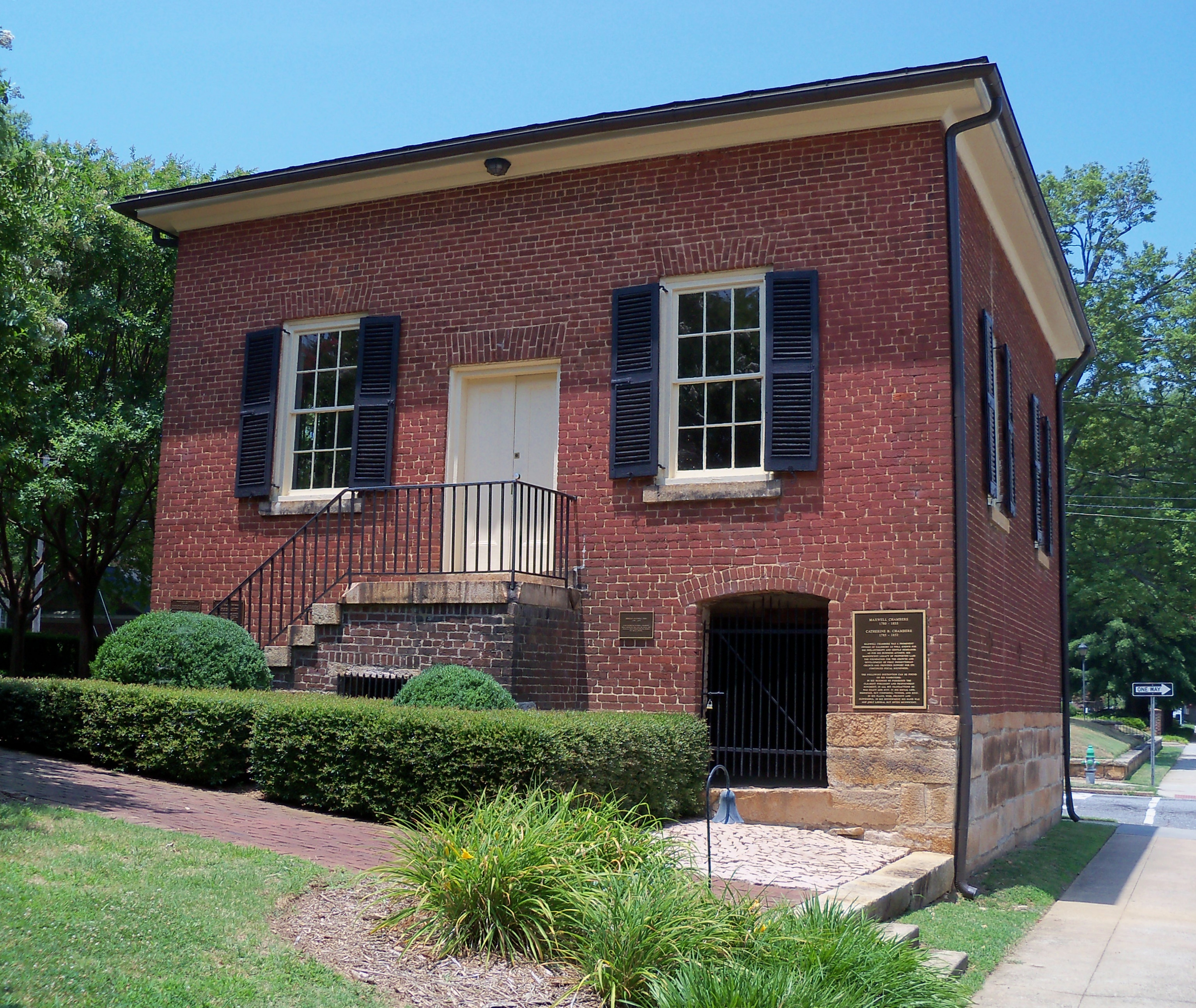
マクスウェル・チェンバース邸、1820年建設

ローワン郡会議と観光局でウォーキング・ツアーが始まり、ソールズベリーとピードモント地域の歴史を巡る旅ができる。19世紀の建物や工芸品、例えばアンドリュー・ジャクソン大統領がソールズベリーで法律を勉強したときに使った机が見られる。1854年に建設された郡庁舎や1815年頃に建設されたウッツマン・チェンバース邸がローワン博物館となり、また1820年建設のホール邸では、ソールズベリーの歴史に関する情報が得られる。ソールズベリー市内の10の歴史地区には、1,200を超える資産がある。
ソールズベリー中心街インコーポレーテッドとソールズベリー外観委員会が、ソールズベリー歴史と芸術トレイルによって市の歴史を垣間見させてくれる。市内全体にある一連の標識が道沿いの歴史と芸術を紹介しており、歴史上の出来事、物語、経験を共有できる。この標識は5つの歴史時代に編成されている。

## 地理
ソールズベリー市は北緯35度40分6秒 西経80度28分43秒 / 北緯35.66833度 西経80.47861度 (35.668289, -80.478479)に位置している。
アメリカ合衆国国勢調査局に拠れば、市域全面積は17.8平方マイル (46 km2)であり、全て陸地である。

## 人口動態
以下は2010年国勢調査による人口統計データである。
| 基礎データ - 人口: 33,663 人 - 世帯数: 10,276 世帯 - 家族数: 6,186 家族 - 人口密度: 574.6人/km2（1,488.3 人/mi2） - 住居数: 11,288 軒 - 住居密度: 245.1軒/km2（634.9 軒/mi2） 人種別人口構成 - 白人: 57.30%（2011年の非ヒスパニック系白人では48.6%） - アフリカン・アメリカン: 37.56% - ネイティブ・アメリカン: 0.28% - アジア人: 1.39% - 太平洋諸島系: 0.06% - その他の人種: 1.92% - 混血: 1.48% - ヒスパニック・ラテン系: 4.30% 年齢別人口構成 - 18歳未満: 21.8% - 18-24歳: 13.1% - 25-44歳: 25.0% - 45-64歳: 20.2% - 65歳以上: 19.9% - 年齢の中央値: 37歳 - 性比（女性100人あたり男性の人口） - 総人口: 90.2 - 18歳以上: 86.3 | 世帯と家族（対世帯数） - 18歳未満の子供がいる: 26.5% - 結婚・同居している夫婦: 39.0% - 未婚・離婚・死別女性が世帯主: 17.4% - 非家族世帯: 39.8% - 単身世帯: 34.3% - 65歳以上の老人1人暮らし: 14.5% - 平均構成人数 - 世帯: 2.29人 - 家族: 2.92人 収入と家計 - 収入の中央値 - 世帯: 32,923米ドル - 家族: 41,108米ドル - 性別 - 男性: 31,149米ドル - 女性: 25,019米ドル - 人口1人あたり収入: 18,864米ドル - 貧困線以下 - 対人口: 16.0% - 対家族数: 12.2% - 18歳未満: 22.3% - 65歳以上: 11.0% |

## ショッピング
ソールズベリーには、インズ通りとメインストリートの交差点近くの数ブロックに跨る活発な中心街がある。ここは地元住民が所有する小さな商店が主流である。商店街、アンティーク店、文化的呼び物がある。ダウンタウン・ナイツ・アウトは年間を通じて適宜開催され、遅い時間のショッピング、音楽の公演、おいしい食事を楽しむことができる。

## 文化芸術社会

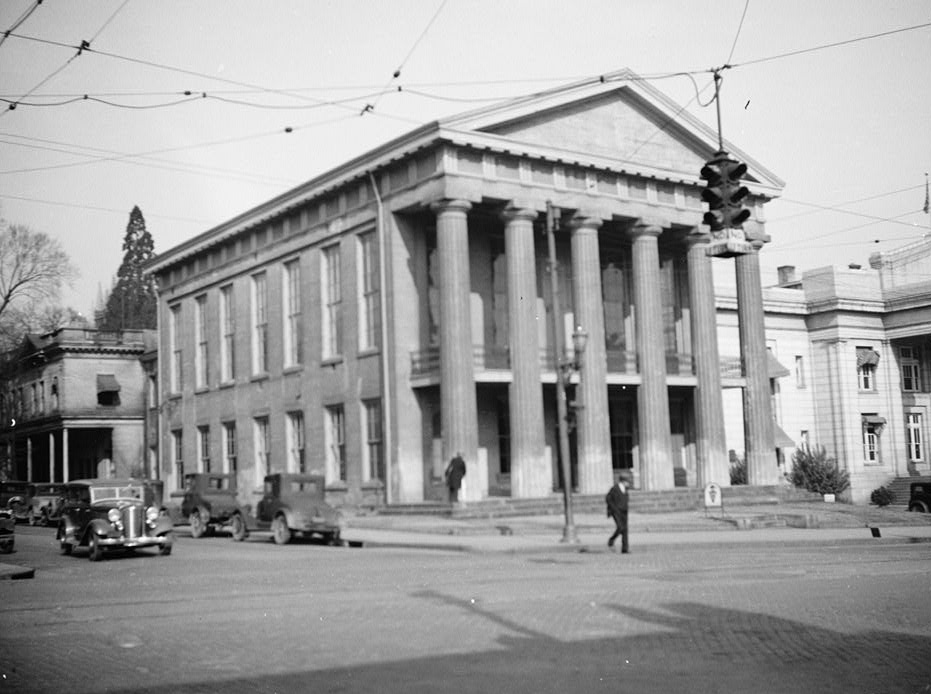
ローワン郡庁舎（1934年）

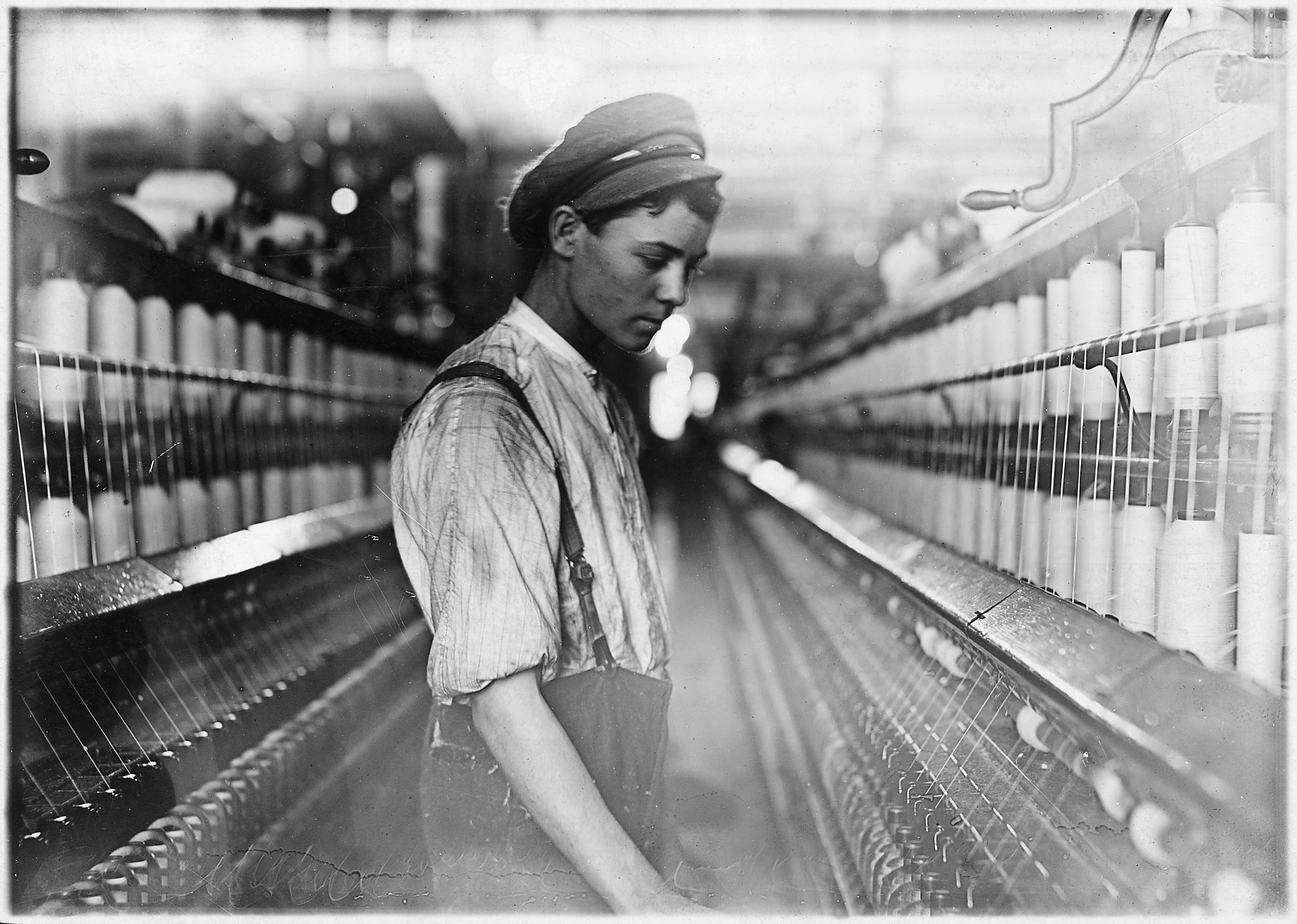
ソールズベリーの児童労働者、1908年にルイス・ハインが撮影

ソールズベリーの地域社会では、多くの市民の支援と指導により芸術と文化の発展を支える豊富な資源がある。芸術を評価する伝統があり、既存の資源を守るために誠実に戦っている一方、芸術と文化の資源を重要な経済、近隣の発展、教育、広い範囲の社会の社会的目標に結び付けている。
ソールズベリーは歴史の保存への強力な関わり、高度の芸術と文化の活動、芸術教育に高い価値を置く市民の基盤、ボランティア活動の強い伝統が特徴である。市は地元の支援者や基金からの大きな支援を得て、多くの領域からプロやアマの芸術家の数を増やすべく動いている。
芸術への参加と支援という特徴に加えて、中心街の公共芸術プログラムが成長し、模範的な芸術計画の安定した基盤が備わって来た。ソールズベリー・スカルプチャー・ショーが、既存の公共芸術プログラムの1例である。
ローワン芸術委員会が毎月第2土曜日にローワン・アート・クロールを開催し、25以上のプロの芸術家、スタジオ、ギャラリーに触れ合えるようにしている。
修復されたソールズベリー鉄道駅に近いレイル・ウォーック芸術地区は芸術家とギャラリーが集まる所である。
ウォーターワークス・ビジュアル・アーツ・センターは展示、教育、奉仕活動を通じて芸術に触れる多様な機会を提供している。
ソールズベリー交響楽団は音楽の楽しみと感動の機会を提供している。
ピードモント・プレイアーズ劇場、ルッキンググラス・コレクティブ・ブラックボックス劇場、ノーベル子供劇場は、芸能を通じて地域が創造的な関わりを持つことのできる会場である。
中心街のフィッシャー通り辺りは近年娯楽の開場として使われるべく、レンガ舗装され、再活性化されており、多くの屋外コンサート、特別の呼び物、休日の行事の行われる場所となってきた。ブリック・ストリート・ライブは屋外の夏のコンサートであり、フィッシャー通りとリー通りの角で開催されている。多様なジャンルのアーティストが演奏を行っている。

## 医療
ノバント・ヘルス・ローワン医療センターとそれに協力する医院が市民の医療の大半を行っている。W・G・ヘフナーVA医療センターはアメリカ合衆国退役軍人省が運営する退役兵の病院である。

## 経済
ソールズベリーの大手雇用主として、ダレーズの傘下チェーンの1つである地域雑貨屋チェーンのフードライオンの本社、ダレーズUSA、ボトム・ドラー・フード（ダレーズの傘下）、ブルーム（同）、W・G・ヘフナーVA医療センター、ソールズベリー市、ローワン郡がある。ローワン地域医療センターとローワン・ソールズベリー教育学区も大手雇用主である。小企業としては、繊維工場やその他製造業もある。

## 教育

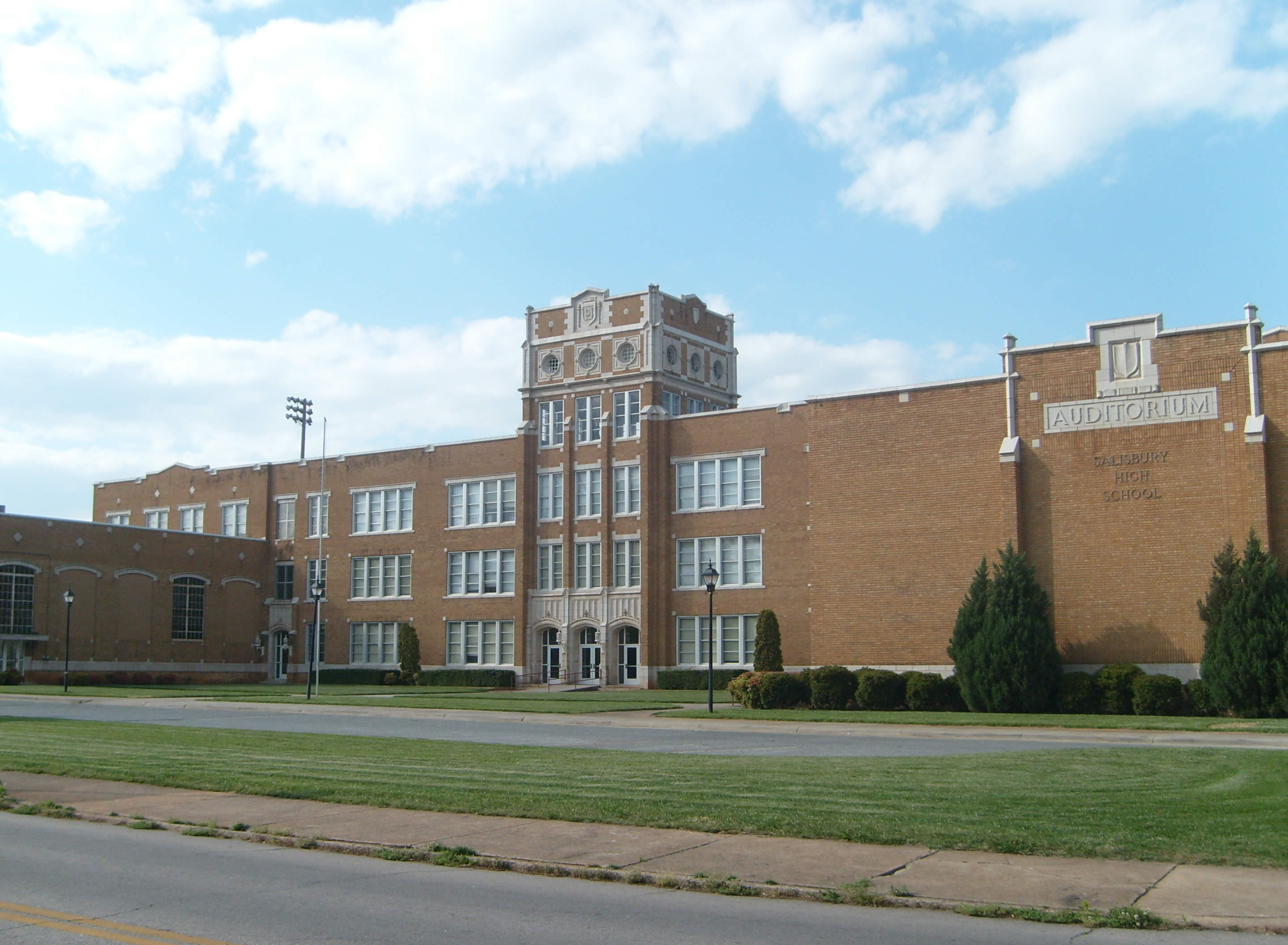
ソールズベリー高校

ソールズベリーには公立、私立ともに多くの教育機関がある。

### ローワン・ソールズベリー教育学区
ローワン・ソールズベリー教育学区は1989年にローワン郡とソールズベリー市の教育学区が合併して結成された。中でも著名な学校がソールズベリー高校である。ローワン郡にはチャータースクールが無い。

### 私立学校
ソールズベリー市の内外にある多くの私立学校に市民の子弟が通っている。
- ノースヒルズ・クリスチャン学校、幼稚園前から12年生
- ロックウェル・クリスチャン学校、幼稚園前から12年生
- RCHSA, ホームスクール・グループ、年齢は問わない
- セイクレッドハート・カトリック学校、幼稚園から8年生
- ソールズベリー・アカデミー、幼稚園前から8年生
- ソールズベリー・アドベンティスト学校、幼稚園前から7年生
- ソールズベリー・クリスチャン学校、幼稚園から12年生
- セントジョンズ・キンダーガーテン、幼稚園前と幼稚園

### 高等教育機関
- カトーバ・カレッジ
- リビングストン・カレッジ
- ローワン・カバラス・コミュニティカレッジ
- フッド神学校

### 図書館
- ローワン公共図書館（本部と支所）

## 市政府
アメリカ合衆国下院ではノースカロライナ州第12選挙区に属し、2015年時点では民主党を送っている。ノースカロライナ州から選出されているアメリカ合衆国上院議員は、2015年時点で2人とも共和党員である。
州議会下院では第77選挙区に属しており、この選挙区には市全体とローワン郡の北部と西部が含まれている。2015年時点で共和党員が選出されている。上院は第34選挙区に属し、やはり共和党員を選出している。その選挙区にはデイビー郡も含まれている。
ソールズベリー市は市政委員会が統治しており、その議長が市長である。市政員は4人である。市政委員会が市マネジャーを指名し、日々の運営を任せている — 。2011年以来財政管理を強化して財政基盤が強力となり、レイティングは2段階上昇して AA 評価となった。

## 交通
ソールズベリー駅はアムトラックの停車駅である。旅客列車クレセント号、カロリニアン号およびピードモント号が、ソールズベリー市と、ニューヨーク、フィラデルフィア、ボルチモア、ワシントンD.C.、リッチモンド、ローリー、シャーロット、アトランタ、バーミングハム、ニューオーリンズ各市とを繋いでいる。
市内を州間高速道路85号線、アメリカ国道601号線、同29号線、同52号線、同70号線が通っている。最寄りの空港はローワン郡空港である。
州間高速道路85号線ではシャーロットとグリーンズボロの中間点のすぐ南にソールズベリーがあって、重要な地点となっている。出口74（ジュリアン道路）、同75（国道601号線/ジェイク・アレクサンダー大通り）、同76（インズ通り/国道52号線）が、ソールズベリー市内に入る出口である。
ソールズベリー市のトランジットシステムが公共交通を担当し、3路線を運行している。各路線はデポ通りにある「乗り換え点」を始終点としている。日曜日と祝日は運行していない。

## メディア
1905年に創刊された「ソールズベリー・ポスト」が地元の日刊紙である。
AMラジオ局が2局あり、ポップミュージックや、スポーツの中継を行う局と、放送に関する学生を訓練するための局がある。
ACCESS16と呼ばれる政府アクセスのケーブルテレビがある。ソールズベリー、グラニットクエリー、ロックウェル、フェイス、チャイナグローブ、クリーブランドを含むローワン郡が対象である。
テレビはシャーロット・テレビ市場の放送を受信している。

## 著名な出身者
- シドニー・ブラックマー（1895年–1973年）、俳優
- エリザベス・ドール（1936年- ）、アメリカ合衆国上院議員 在任2003年–2009年
- ボビー・パーネル（1984年- ）、メジャーリーグベースボール選手、ニューヨーク・メッツ
- ザイオン・ウィリアムソン（2000年- ）、プロバスケットボール選手、ニューオーリンズ・ペリカンズ